# Synagoge (Winsum)
De synagoge van Winsum dateert uit 1879 en staat aan de Schoolstraat. Het is de enige voormalige synagoge in Het Hogeland.

## Geschiedenis
De joodse gemeente die de synagoge stichtte is ontstaan in het begin van de 19e eeuw. Vooral tussen 1825 en 1875 maakte de gemeente een zekere bloeiperiode door. Het aantal joden steeg van 64 in 1809 naar 152 in 1869 op een bevolking van 13.733 respectievelijk 22.882 personen. 
Overigens omvatte de joodse gemeente Winsum de dorpen Adorp, Baflo, Bedum, Eenrum, Kloosterburen en Warffum. Tot 1877 moeten ook de joodse gemeenschappen van Ulrum en Leens tot Winsum gerekend worden. 
In de jaren 30 van de 20ste eeuw nam het aantal joden dermate af, dat de synagoge in 1934 werd verkocht. Sinds 1935 is het in gebruik geweest onder de naam N.A. de Vriesgebouw. In 1948 is de joodse gemeente Winsum als zelfstandige gemeente opgeheven.
Het gebouw is in 1965 gemoderniseerd, waarbij het plafond is verlaagd en de vrouwengalerij werd weggehaald. De 13 joodse vervolgingsslachtoffers uit de Tweede Wereldoorlog worden herdacht op een in 1993 aangebracht herdenkingsraam.
In 2010 is een grootscheepse renovatie afgerond. Thans is het gebouw onder beheer van de Stichting Behoud Synagoge Winsum.
De tekst op de gevelsteen is ontleend aan Numeri 24:5: "Hoe goed zijn uw tenten, Jakob! uw woningen, Israel!"